# Sörétzaj

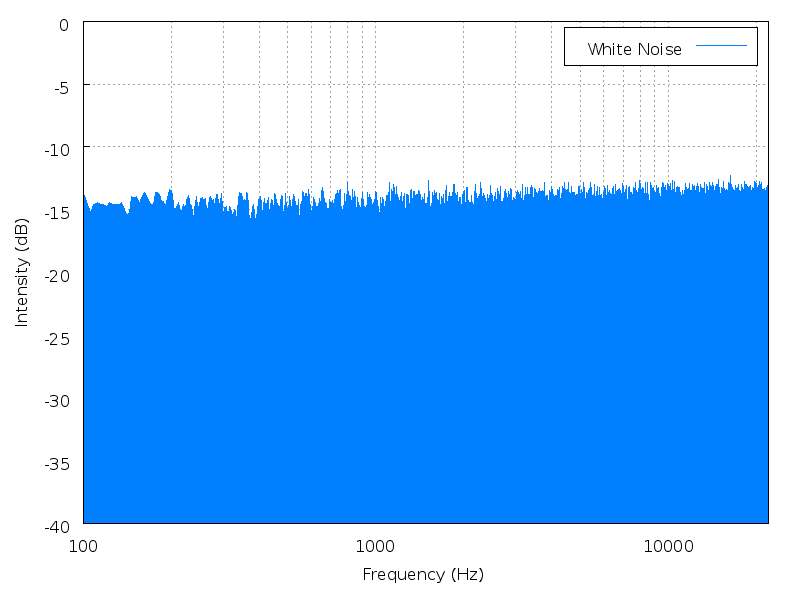
Sörétzajjal terhelt áramerősség spektruma

Sörétzajnak azon zajokat nevezik, amelyek Poisson-folyamat eredményeképpen írhatók le. A nanoelektronika területén a sörétzajt gyakran Poisson-zajnak nevezik.
A sörétzaj a rendszer egy jellemzőjének diszkrét jellegéből adódik. Elektronikában például abból, hogy az áramló elektronok képviselte töltésnek van alapegysége (az elemi töltés); az optikai eszközökben fellépő sörétzaj (pl. a kép egy bizonyos szemcsés jellege) pedig a fény fotonjainak részecsketermészetére mutat rá.

## Jellemzői

### Szemléltetés klasszikus példával
A sörétzaj jelensége egy klasszikus fizikai példával szemléltethető. Tekintsünk egy hagyományos puskát, amelyből lövéseket adunk le úgy, hogy a lövések egymástól függetlenül történnek. Tegyük fel, hogy az egymást követő lövések közötti idő átlagos értéke {\displaystyle \tau }. Egy adott {\displaystyle \Delta t} idő alatt a lövések átlagos száma ennek megfelelően:
{\displaystyle \langle N\rangle ={\frac {\Delta t}{\tau }}}.
Ha a lövéseket ténylegesen elvégeznénk, azt látnánk, hogy rögzített {\displaystyle \Delta t}-k esetén ez a szám az átlagérték körül fluktuál. A fluktuáció jellemzéséhez meg kellene határoznunk a szórást. Határozzuk meg, hogy mi a valószínűsége annak, hogy adott idő alatt N lövés történik! Ha tudjuk {\displaystyle P_{N}(\Delta t)} értékét (azaz annak a valószínűségét, hogy {\displaystyle \Delta t} idő alatt N lövés történik), akkor megadható, hogy egy kicsit hosszabb {\displaystyle \Delta t+dt} idő alatt ez a valószínűség:
{\displaystyle P_{N}(\Delta t+dt)=P_{N-1}(\Delta t)\cdot {\frac {dt}{\tau }}+P_{N}(\Delta t)\cdot \left(1-{\frac {dt}{\tau }}\right)}.
A fenti összefüggés azt fejezi ki, hogy az, hogy {\displaystyle \Delta t} és utána egy kis {\displaystyle dt\ll \tau } alatt is N lövés történik, kétféleképpen történhet: {\displaystyle \Delta t} alatt N-1 lövés történik, majd dt alatt 1, illetve {\displaystyle \Delta t} alatt N és dt alatt 0. ({\displaystyle dt\ll \tau } miatt tekintsünk el attól, hogy dt alatt két vagy több lövés is történhet). Emellett megjegyzendő, hogy a szorzások azért végezhetők el, mert feltételeztük, hogy a lövések egymástól függetlenül történnek.
A fenti egyenlet átrendezésével az alábbi összefüggést kapjuk:
{\displaystyle {\frac {P_{n}(\Delta t+dt)-P_{N}(\Delta t)}{dt}}={\frac {P_{N-1}(\Delta t)-P_{N}(\Delta t)}{\tau }}}.
Az egyenlet bal oldalán {\displaystyle dt\rightarrow 0}  határátmenetben differenciálhányadost írva az alábbi differenciálegyenlethez jutunk:
{\displaystyle {\frac {dP_{N}(\Delta t)}{dt}}={\frac {P_{N-1}(\Delta t)-P_{N}(\Delta t)}{\tau }}}.
Belátható, hogy a fenti differenciálegyenletet az alábbi megoldás kielégíti, amely másrészt az N várható értékű Poisson-eloszlás sűrűségfüggvénye:
{\displaystyle P_{N}(\Delta t)={\frac {(\Delta t)^{N}}{\tau ^{N}N!}}e^{-{\frac {\Delta t}{\tau }}}}.
Ezen eloszlás jellemzője, hogy a szórásnégyzete megegyezik a várható értékével, azaz:
{\displaystyle \langle (\Delta N)^{2}\rangle =\langle N\rangle ={\frac {\Delta t}{\tau }}}.
A sörétzaj elnevezés is éppen ebből a puskagolyós analógiából származik.

### Elektronika
Az elektromos vezetők sörétzaja abból adódik, hogy az áramot diszkrét töltéshordozók mozgása okozza, azaz az áramló közeg nem folytonos. Feltételezhető, hogy az elektronok egymástól függetlenül és véletlenszerűen jutnak át egyik elektródáról a másikra. Nézzük, hogy a gyakorlatban egy mérést hogyan befolyásolja az elektronok diszkrét jellege. Egy valós mérésben a vizsgálatot bizonyos időközönként tudjuk elvégezni. Tegyük fel, hogy a mintavételezési gyakoriság {\displaystyle \tau }. Ha ez idő alatt N darab elektron halad át a vizsgált keresztmetszeten, akkor a mért elektromos áramerősség:
{\displaystyle I={\frac {eN}{\tau }}} .
Tegyük fel, hogy a {\displaystyle \tau } idő alatt áthaladó elektronok N száma a korábbi, puskalövéses példával analóg módon a Poisson-eloszlásnak felel meg. A mért áramerősség várható értéke ekkor:
{\displaystyle \langle I\rangle ={\frac {\langle N\rangle e}{\tau }}}.
Az elektronok számának várható értéke megegyezik a szórásnégyzetével, amiből felírható az áramerősség szórásnégyzete is:
{\displaystyle \langle (\Delta I)^{2}\rangle ={\frac {\langle (\Delta N)^{2}\rangle e^{2}}{\tau ^{2}}}={\frac {\langle N\rangle e^{2}}{\tau ^{2}}}={\frac {\langle I\rangle e}{\tau }}}.

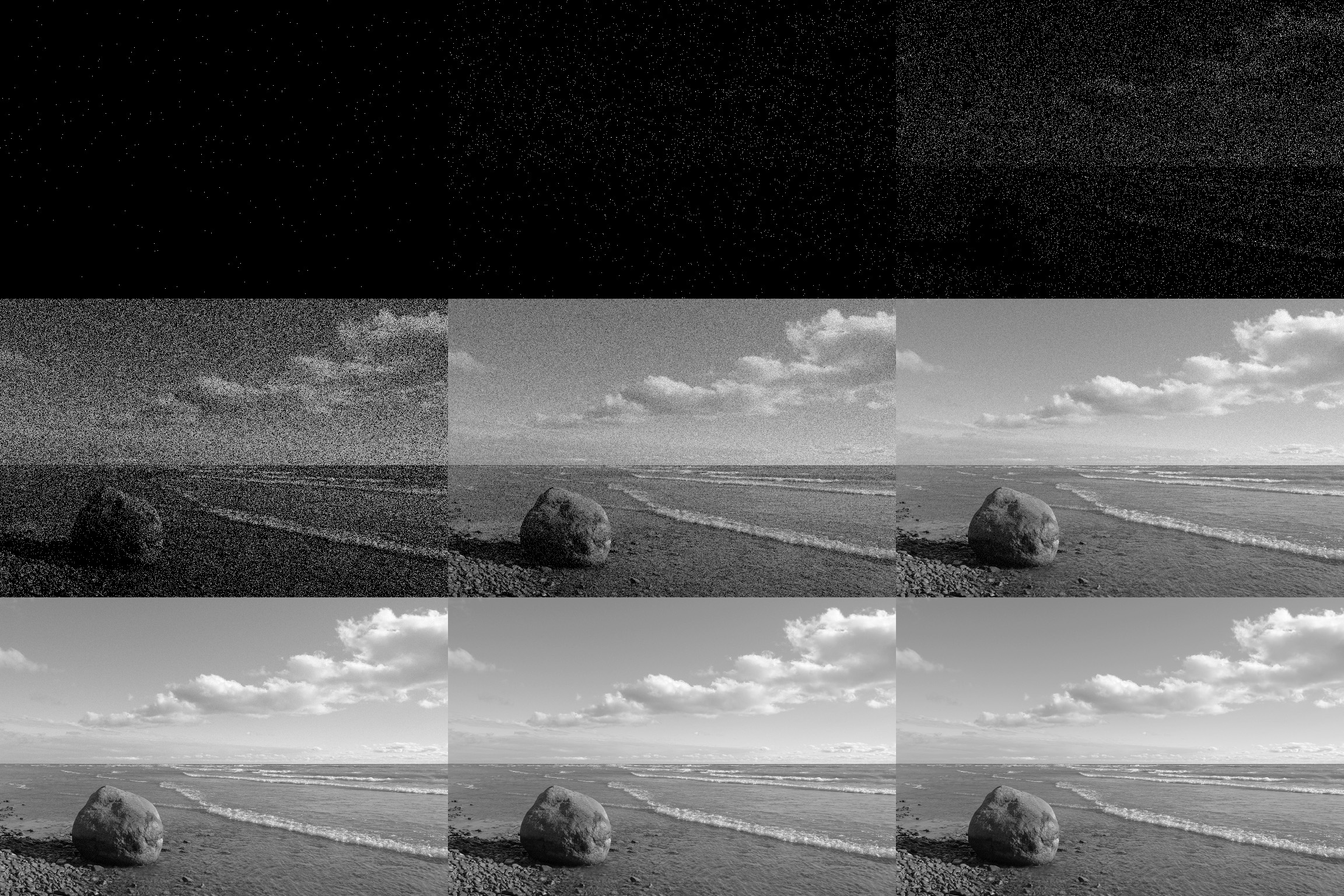
Az ábrán ugyanaz a kép látható többféle sörétzaj szimulációjával. A bemenetként azonos képet használtak, a kimenetben viszont pixelenként azonos szórású Poisson-eloszlást alkalmazva “megszórták” a beütésszámot. A bal felső saroktól jobbra és lefelé haladva a Poisson-eloszlás várható értéke növekszik

Az áram sörétzajának gyakorlati jellemzésénél problémát jelent, hogy az áramerősség szórásnégyzetének kiszámításánál egy valódi mérésben nem vehetünk figyelembe bármilyen nagy frekvenciájú spektrális tagokat, ugyanis a {\displaystyle \tau } időállandójú mérés a Nyquist–Shannon-kritérium értelmében legfeljebb az {\displaystyle f_{max}=1/2\tau } frekvenciájú spektrális komponenst képes felbontani. Az áramerősség szórásnégyzetét így a zaj spektrális sűrűségének csak az {\displaystyle f_{max}} frekvenciáig vett integrálja adja meg:
{\displaystyle \langle (\Delta I)^{2}\rangle =\int _{0}^{f_{max}}S(f)df=2e\langle I\rangle f_{max}},
amiből látható, hogy az áramerősség sörétzajának {\displaystyle S(f)=2e\langle I\rangle } spektrális sűrűsége frekvenciafüggetlen, azaz az áram sörétzaja spektrális értelemben fehér zaj.
Az egyes elektronok diszkrét mozgásának leírására a Poisson-eloszlás akkor kielégítő leírás, ha az elektronok mozgása egymástól független. A gyakorlatban ez vezetőkben csak kis töltésmennyiség mozgása esetén lép fel, míg sok elektron együttes áramlása esetén az elektronok kölcsönhatnak. Utóbbi esetben már nem mondható, hogy az elektronok diszkrét jellege fehérzaj-jellegű járulékot ad az áram szórásához.

### Optika
Az optikai eszközökben a fény által kiváltott jelenségek mérését is sörétzaj terhelheti, amely akkor lép fel, ha az adott eszközben a fény részecske jellegű viselkedése számottevő. Ekkor a diszkrét pillanatokban detektált egyedi fotonok is engedelmeskedhetnek a Poisson-eloszlásnak, ha egymástól függetlenül váltanak ki választ a detektorból. Például egy CCD kamera a fény gyűjtése során a tárgyról egymástól függetlenül érkező fotonokat érzékel és alakít fotoelektronná, így (jellemzően kis fotonszámú detektálásnál) a sörétzaj azt okozhatja, hogy az átlagos értéktől az egyes pixelek fényessége eltér. Ez a fluktuáció a kép szemcsés jellegét okozza. Ha a CCD fotondetektálási kvantumhatásfoka 1-nél kisebb, az tovább növelheti a sörétzajt.
A sörétzaj hatására a detektált fényintenzitás szórásnégyzete az intenzitással lesz arányos:
{\displaystyle \langle (\Delta I)^{2}\rangle \propto I}.

## Története

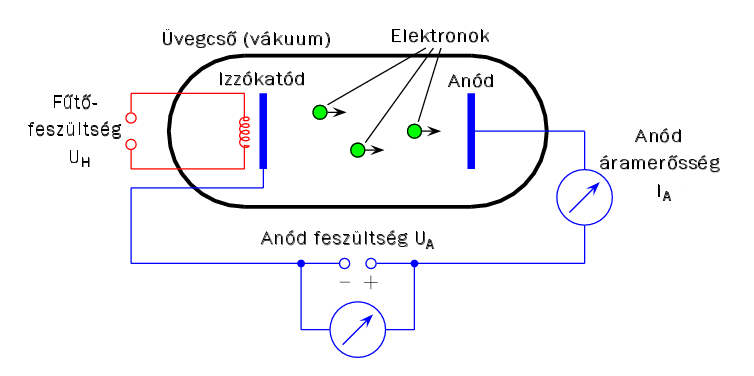
Vákuumdiódában az anódáram fluktuációján keresztül a sörétzaj jól megfigyelhető

Az első mérést, amiben a sörétzaj kimutatása és jellemzése volt a cél, Walter Schottky végezte, amely munkáról 1918-ban számolt be. Kísérletében egy vákuumdióda anódáramát vizsgálta. A fűtött katódból kilépő elektronokat ebben az eszközben az anód és a katód közé kapcsolt feszültség gyorsítja az anód irányába. E kísérletben jó közelítéssel igaz, hogy az elektronok egymástól függetlenül lépnek ki, mozognak, majd csapódnak be, így Poisson-eloszlást feltételezve az elektron töltése és az áram fluktuációja is jól meghatározható.

## Fordítás
Ez a szócikk részben vagy egészben  a   Shot noise című angol Wikipédia-szócikk ezen változatának fordításán alapul.  Az eredeti cikk szerkesztőit annak laptörténete sorolja fel. Ez a jelzés csupán a megfogalmazás eredetét és a szerzői jogokat jelzi, nem szolgál a cikkben szereplő információk forrásmegjelöléseként.